# Palomares de Alba
Palomares de Alba es una localidad del municipio de Alba de Tormes, en la provincia de Salamanca, España. Se integra dentro de la comarca de la Tierra de Alba. Pertenece al partido judicial de Salamanca y a la Mancomunidad Rutas de Alba.

## Historia

### SigloXIII
Su fundación se remonta a la repoblación llevada a cabo en la zona por la monarquía leonesa en la Edad Media, teniendo ya en el siglo XIII la actual denominación de Palomares, quedando integrado en el cuarto de Allende el Río de la jurisdicción de Alba de Tormes, dentro del Reino de León en lo civil y de la diócesis de Salamanca en lo eclesiástico.

### SigloXVIII
La aparición cartográfica más antigua data del mapa de 1783 de la provincia de Salamanca confeccionado por Tomás López apareciendo como "Palomares". Además, aparecen el pueblo de "Martín Valero", la entidad religiosa de la ermita de la Virgen de Otero como "Nª Sª de Otero" y la alquería de la "Lagartera".

### SigloXIX
Toda la zona quedó afectada por las 2 batallas que se realizaron durante la guerra de la Independencia española: la primera, Batalla de Alba de Tormes (1809), y la segunda, Batalla de Alba de Tormes (1812). Destruyendo la mayor parte del pueblo de Martín Valero.
Con la creación de las actuales provincias en 1833, quedó encuadrado en la provincia de Salamanca, dentro de la Región Leonesa, formando parte del partido judicial de Alba de Tormes hasta su integración en el de Salamanca.

### SigloXX
En 1933 durante la II República española, se inaugura la escuela de las chicas primeramente, para luego alojar a todos los niños del pueblo, primeramente porque antes estaba la escuela de los chicos al lado de la iglesia de Palomares de Alba. 
En 1957 la electricidad llega por fin a Palomares de Alba tras una lucha por parte de los vecinos que se remonta a 1929.
Posteriormente, en 1994 se elimina la parroquia de Palomares de Alba, quedando la iglesia de Santo Tomás de Villanueva y la ermita de la Virgen de Otero enmarcadas en la parroquia de San Pedro. Además, tras la eliminación de la parroquia palomina en el mismo año, se funda la cofradía de la Virgen de Otero, todavía en estado activo.

### SigloXXI
En mayo de 2014 la iglesia de Palomares de Alba, construida en 1886, fue derribada por el obispado de Salamanca a petición del alcalde pedáneo, dado su estado de ruina.

## Geografía
Palomares de Alba se encuentra al noroeste de Alba de Tormes, resguardado por 3 colinas principales: la Mesa de Carpio (941 M.s.n.m.), el Cerro del Molar (912 m.s.n.m.) y el otero de Ermita de la Virgen de Otero (865 m.s.n.m.), siendo estos Cerro testigo.
La altitud más baja del pueblo teniendo en cuenta al casco urbano como la referencia del límite es de 858 m, mientras que la altitud más alta es de 873 m, justo donde se sitúa el Teso del pueblo.
En cuanto a su hidrografía, a 1,5 km y media al este se encuentra el río Tormes, y está bañado por los regatos (de norte a sur): Carcabones, Las Robledizas, Bodón y Valle.
Sobre la Mesa de Carpio se encuentra un Vértice geodésico.

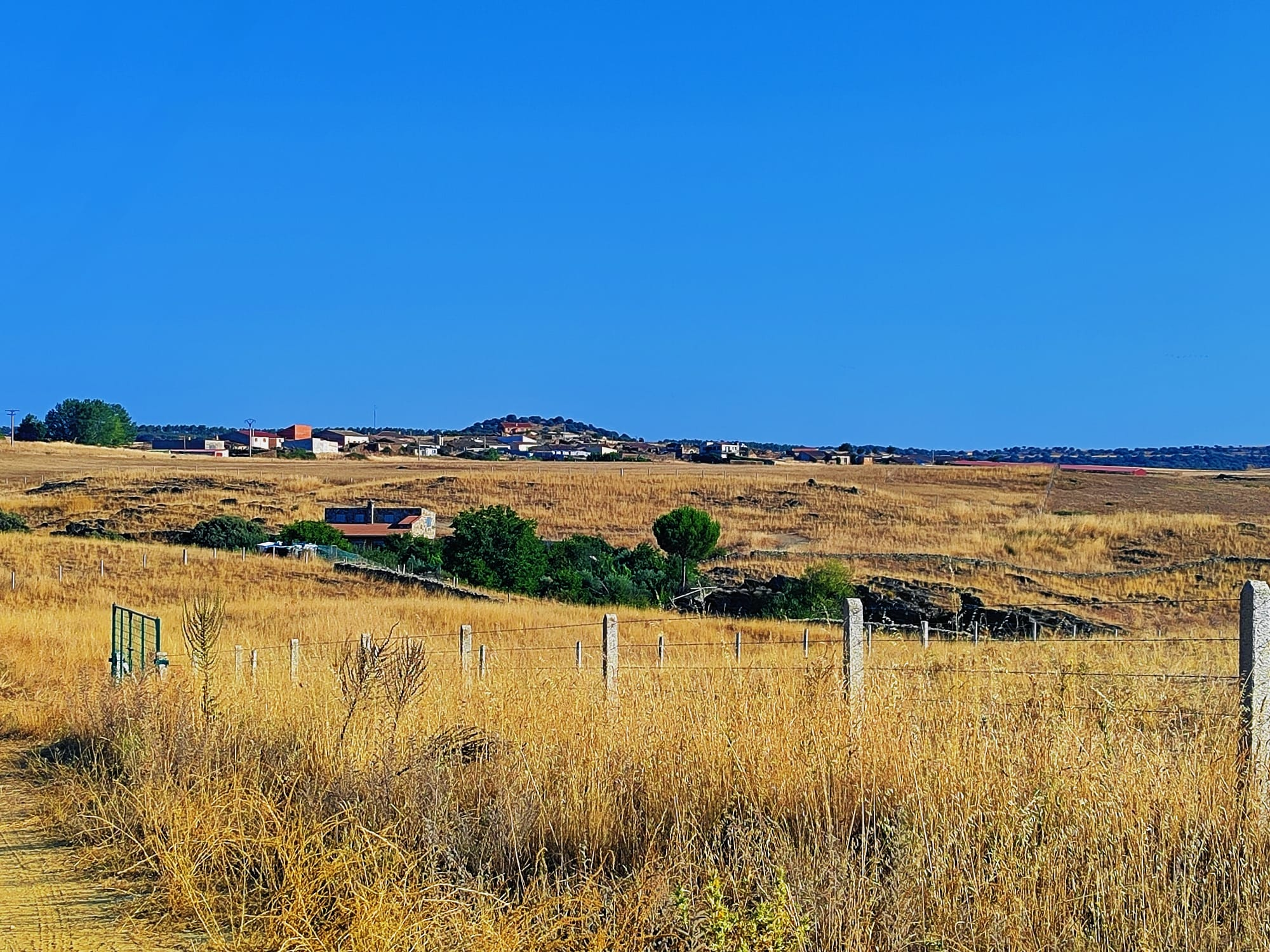
Vista General de Palomares de Alba desde el punto intermedio del camino de la Ermita de la Virgen de Otero.

## Demografía
En 2024 Palomares de Alba contaba con una población de 6 habitantes, de los que 4 eran hombres y 2 mujeres (INE 2024).
| Gráfica de evolución demográfica de Palomares de Alba entre 2000 y 2022                  |
|                                                                                          |
| Fuente: Instituto Nacional de Estadística de España - Elaboración gráfica por Wikipedia. |

## Arquitectura

### Ermita de la Virgen de Otero
Situada entre Palomares de Alba y Alba de Tormes, se encuentra sobre un otero en el cual alberga al cementerio de Palomares de Alba.

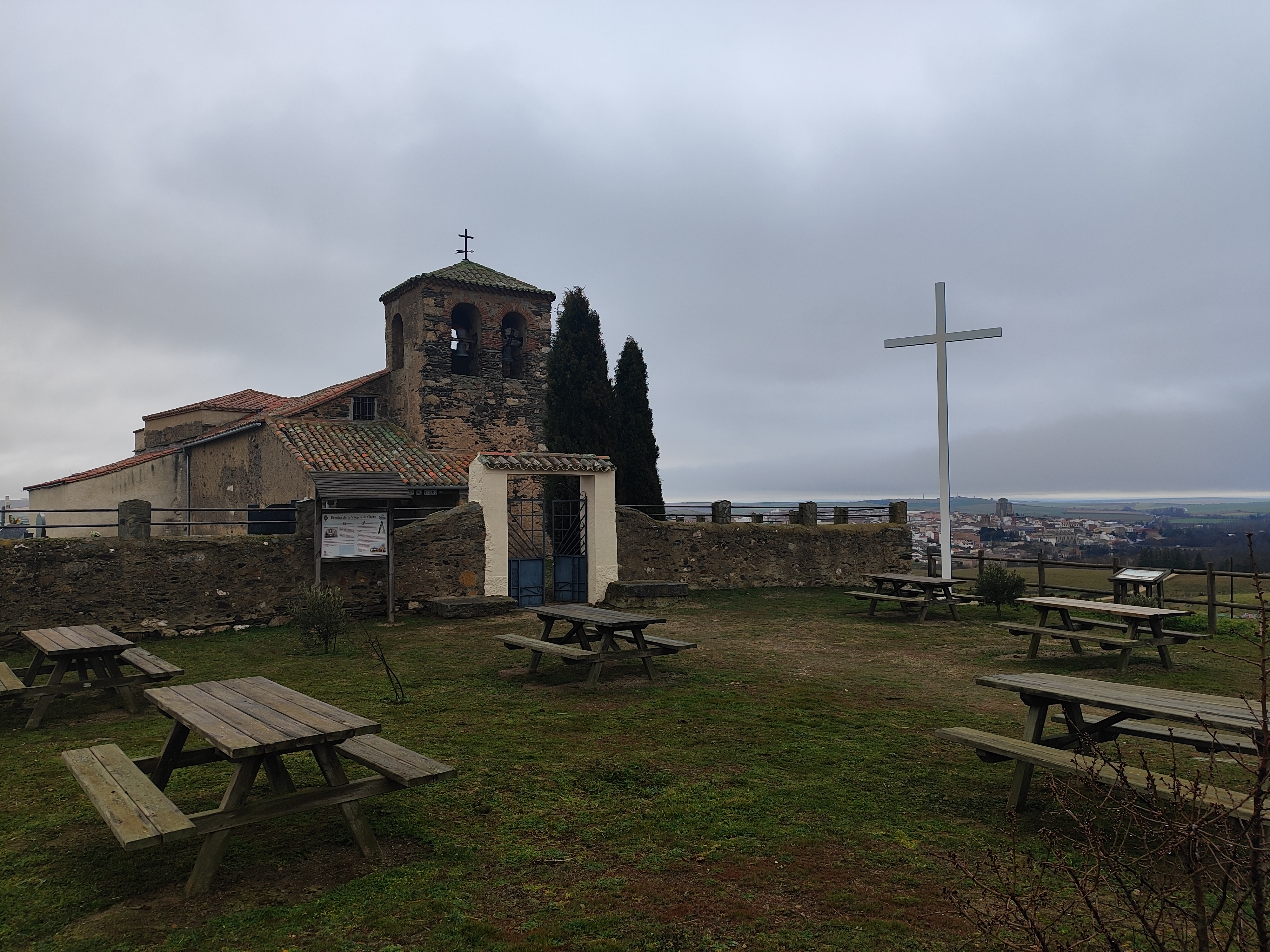
La ermita de la Virgen de Otero el día de la Candelaria de 2025

Su mención más pronta es de 1604-1629.

### Iglesia de Santo Tomás de Villanueva
Está situada en la plaza de la iglesia, en pleno centro del pueblo. Fue edificada gracias al Padre Tomás Cámara e inaugurada en 1889 según el rollo en el cual estaba inscrita la fecha de inauguración.
En 2014 fue derribada hacia dentro a petición del alcalde pedáneo del momento y ejecutado por la Diócesis de Salamanca.

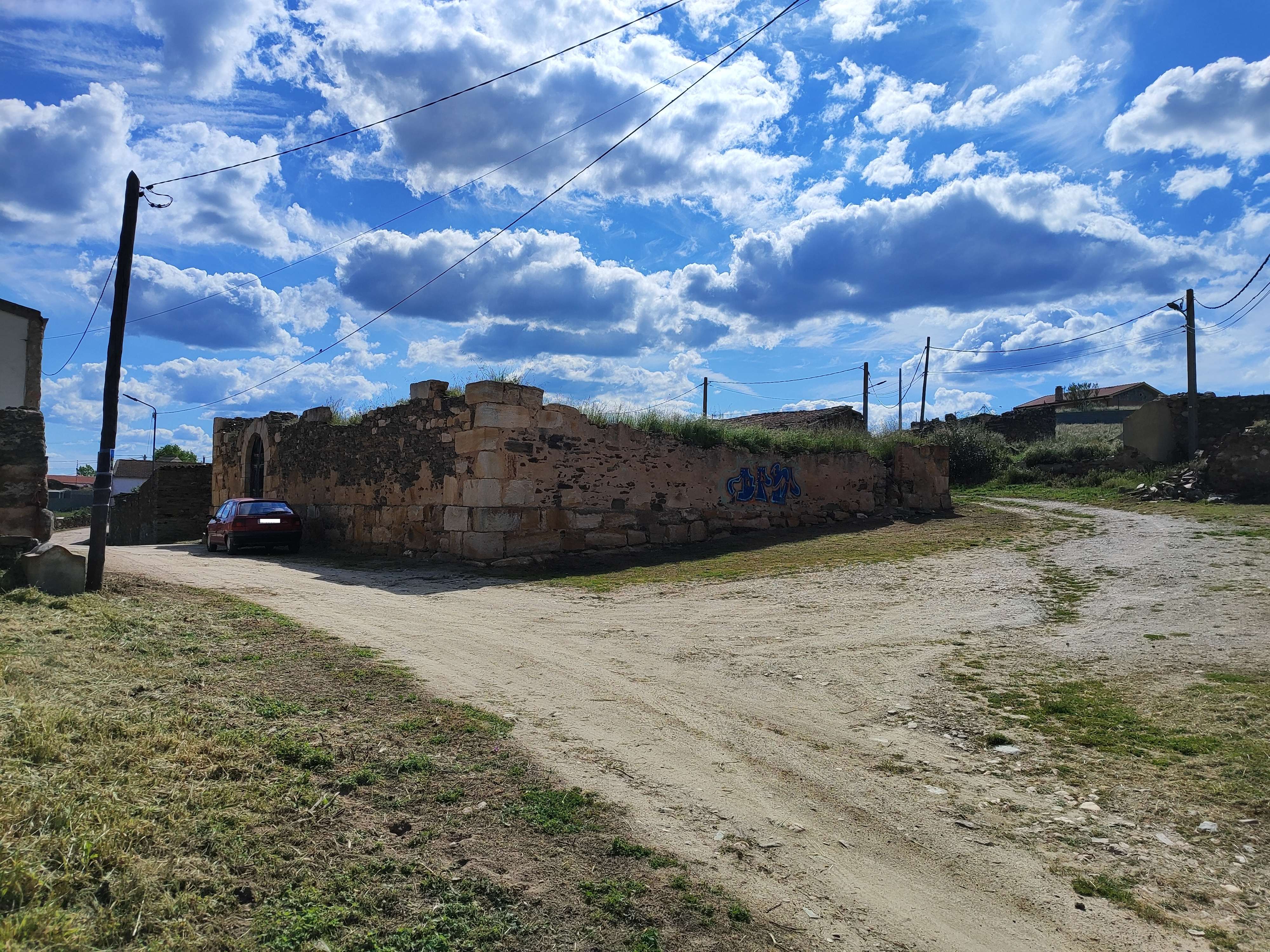
Iglesia de Santo Tomás de Villanueva en mayo de 2025

### Escuela
Se tiene constancias según escritos que ya había una escuela en 1865. Sin embargo, la escuela actual (ahora en estado de semi-ruina) fue fundada en 1933 junto con la casa del maestro.

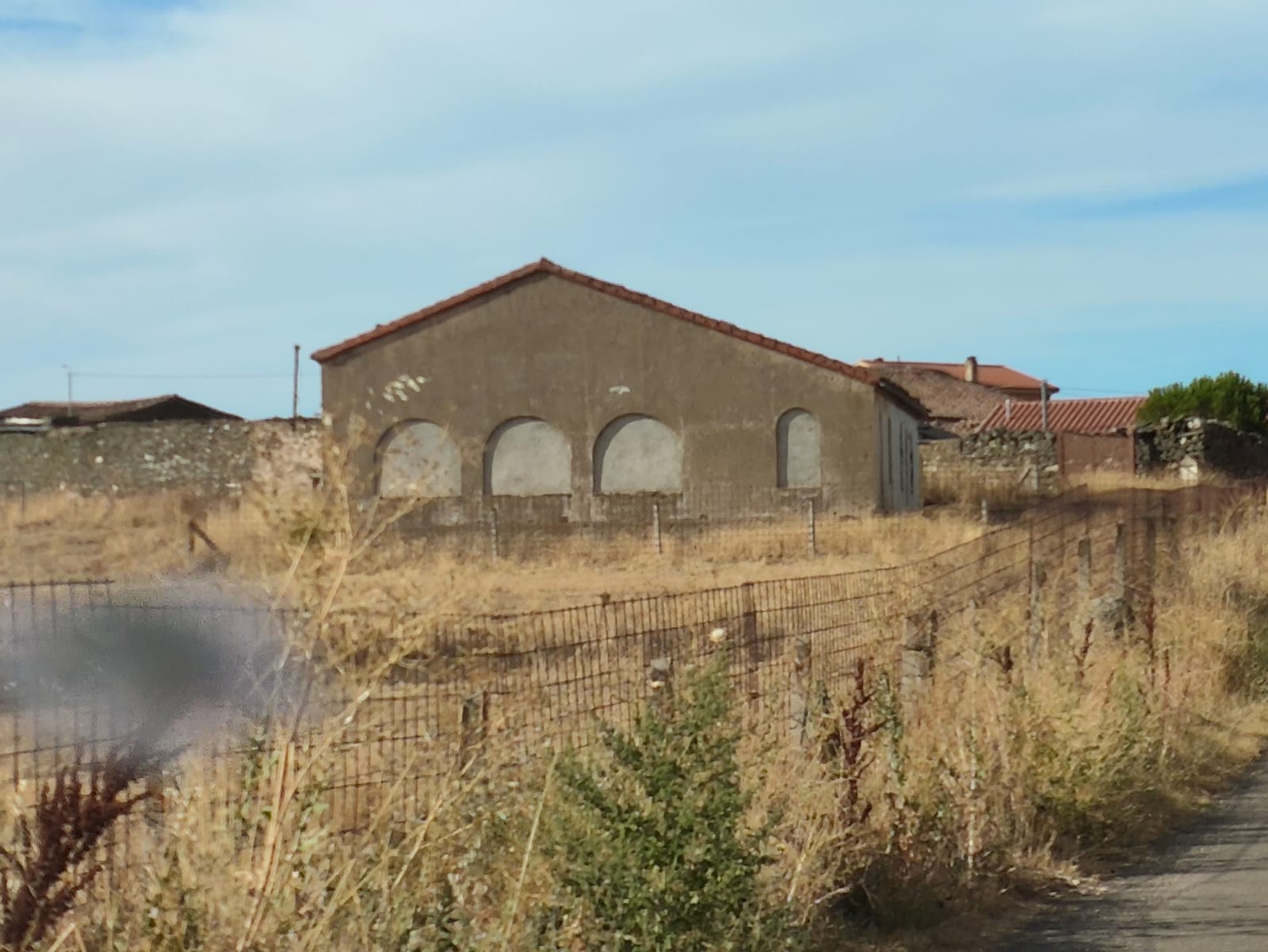
La escuela de Palomares de Alba durante el verano de 2024

Tenía 2 entradas, una para la casa y otra para la escuela, con una aula y un almacén con materiales de papelería.

## Cofradía de la Virgen de Otero
Tras la escasez de habitantes en Palomares de Alba, la iglesia de Santo Tomás de Villanueva llevaba varios años sin realizar culto. Por ende, la parroquia de Palomares de Alba quedó suspendida canónicamente el 22 de diciembre de 1994 además de la iglesia. Así, se crea la cofradía para continuar con el culto a la Virgen de Otero y preservar las tradiciones tanto religiosas como paganas, encargándose esta de la limpieza, mantenimiento, culto y fiestas de la Virgen de Otero.

## Fiestas

### Las Candelas
2 de febrero: Las Candelas o La Candelaria, es decir, fecha en la que con gran solemnidad se conmemora la Purificación de la Virgen. 
Actualmente se realiza una Misa a la Virgen de Otero en su ermita y después se almuerza el Bollo maimón con un vino.

### Domingos de mayo
Todos los domingos de mayo se realiza una misa a la Virgen de Otero a la cual peregrinan gente de la Tierra de Alba (Salamanca) e incluso de Salamanca y lugares más alejados.

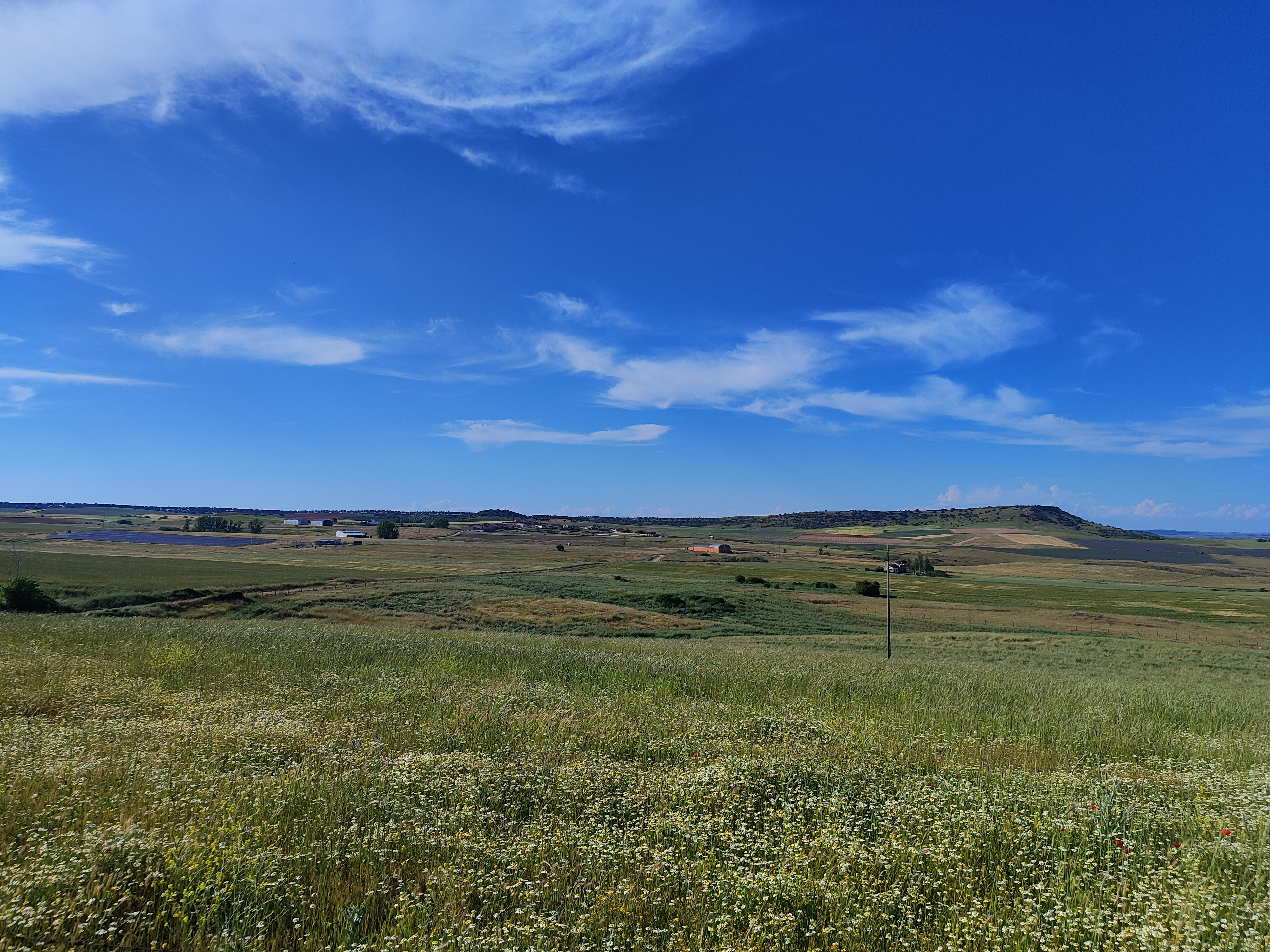
Vista de Palomares de Alba y la Mesa de Carpio desde la Ermita de la Virgen de Otero el último domingo de mayo de 2025

### Primer lunes de cada septiembre
El lunes de cada septiembre se realizan las fiestas de verano en honor a la Virgen de Otero. Son 2 días llenos de festejos.

### 22 de septiembre
En este día se conmemora a Santo Tomas de Villanueva, patrón del pueblo.

### Día de Todos los Santos
En este día se conmemora la festividad religiosa del Día de Todos los Santos, en la cual se abre la ermita de la Virgen de Otero para una misa, y después, en el cementerio de Palomares de Alba se recuerda a los seres queridos que ya no están presentes.